# Мещане (пьеса)
«Мещане» — пьеса Максима Горького, написанная в 1901 году. Первая пьеса М. Горького. Впервые была напечатана отдельной книгой издательством «Знание» в 1902 году с заголовком «Мещане. Сцены в доме Бессемёнова. Драматический эскиз в 4 актах». В течение года был распродан тираж в 60 тысяч экземпляров. В 1903 году пьеса получила Грибоедовскую премию.

## Действующие лица

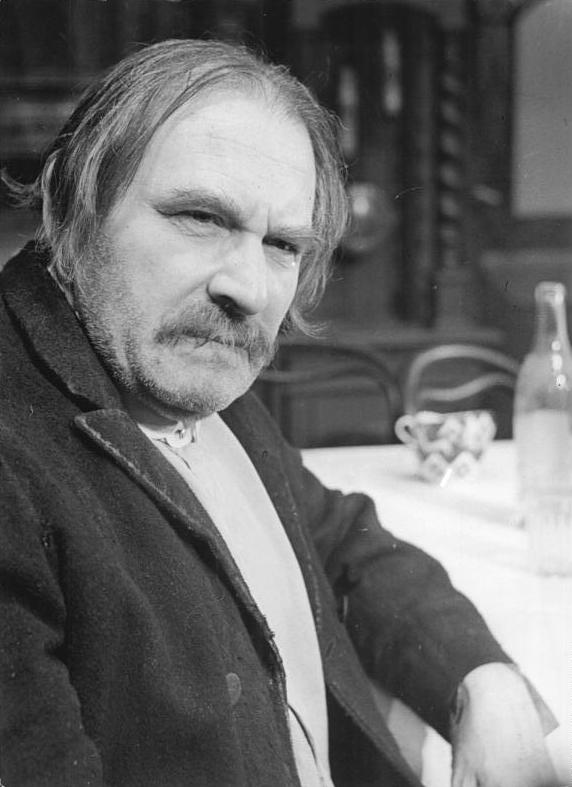
Вольфганг Хайнц в роли Тетерева (Немецкий театр, 1957)

- Бессемёнов, Василий Васильевич, 58 лет, зажиточный мещанин, старшина малярного цеха.
- Акулина Ивановна, жена его, 52 года.
- Пётр, бывший студент, 26 лет, его сын.
- Татьяна, школьная учительница, 28 лет, его дочь.
- Нил, воспитанник Бессемёнова, машинист, 27 лет.
- Перчихин, дальний родственник Бессемёнова, торговец певчими птицами, 50 лет.
- Поля, его дочь, швейка, работает в семьях подённо, 21 год.
- Елена Николаевна Кривцова, вдова смотрителя тюрьмы, живёт на квартире у Бессемёновых, 24 года.
- Тетерев, певчий; Шишкин, студент, нахлебники у Бессемёновых.
- Цветаева, учительница, подруга Татьяны, 25 лет.
- Степанида, кухарка.
- Баба с улицы.
- Мальчишка, маляр.
- Доктор.

Место действия — маленький провинциальный город.

## Сюжет
Действие происходит в самом начале XX века, в провинциальном городке. В большом доме зажиточного мещанина Василия Васильевича Бессемёнова всегда многолюдно: кроме жены, Акулины Ивановны, в нём проживают двое детей Бессемёновых — Татьяна и Пётр, воспитанник Нил, молодая вдова Елена Николаевна Кривцова, снимающая две комнаты в верхнем этаже, и кухарка Степанида. Ещё у Бессемёновых есть два нахлебника — певчий Тетерев и студент Шишкин; Степаниде по хозяйству помогает девушка Палагея (Поля), дочь дальнего родственника Бессемёновых — Перчихина, торговца певчими птицами, который тоже в этом доме частый гость.
Сын Пётр — бывший студент, исключённый из университета за недолговременное увлечение политикой, не находит себе занятия и постоянно пребывает в мрачном настроении. Дочь Татьяна — школьная учительница, тяготится своей работой и мечтает о человеке, который нарушит её одиночество и наполнит смыслом её жизнь. Ей нравится Нил — машинист депо, твёрдо стоящий на ногах, единственный в этом семействе довольный жизнью человек; но Нил едва замечает Татьяну: он постоянно ищет Полю. Бессемёнов обеспокоен судьбой своих детей; он не может понять, почему сын мается без дела, а 28-летняя дочь до сих пор не замужем; его настораживает общение детей, особенно Петра, с Еленой Николаевной, женщиной сомнительного поведения, — у детей же постоянное раздражение вызывает мелочность и ограниченность родителей; между отцом и детьми изо дня в день вспыхивают ссоры, нередко переходящие в скандалы.
Очередной тоскливый вечер, с очередной ссорой между отцом и детьми; обиженный Бессемёнов покидает столовую, Татьяна за фортепиано поёт заунывный романс, философ Тетерев не сводит глаз с Поли, безуспешно пытаясь привлечь к себе её внимание. Перчихин в тоске предлагает сыграть в карты, но никому не хочется; Поля отправляется в театр, но никто не хочет составить ей компанию: в местном театре тоже скучно. С репетиции любительского спектакля возвращаются Нил и Елена, и всё тотчас оживляется; вечер заканчивается песнями и танцами. А наутро — очередная ссора между отцом и детьми; Бессемёнов горько сожалеет о том, что дал детям образование, которого не имеет сам, видя в этом причину всех зол, и прежде всего — взаимного непонимания.
Татьяна, оживающая всякий раз с появлением Нила, не в силах понять, что он нашёл в необразованной и ограниченной девушке, и не верит в серьёзность его увлечения. Однако за ужином, в отсутствие Татьяны и Петра, разыгрывается очередной скандал: Нил сообщает приёмному отцу о своём намерении жениться на Поле. Но Бессемёнов подыскивал ему другую невесту, с хорошим приданым, дочь бродяги не входила в его планы. Свой бессильный гнев Бессемёнов вымещает на Перчихине — выгоняет его из дома.
Одновременно Нил отнимает последнюю надежду и у Тетерева: сильно пьющий, опустившийся певчий хотел подняться, ему казалось, что Поля — тот человек, который мог бы изменить его жизнь. Последнюю надежду теряет и Татьяна. Случайно подслушав ночью объяснение Нила с Полей, она выпивает нашатырный спирт. Татьяну спасают; но семья рушится: уходит Нил с Полей, вслед за ними уходит и Пётр с жизнерадостной Еленой. В доме с родителями остаётся только Татьяна, которой некуда и не с кем уйти.

## Значительные постановки
- 26 марта 1902 — Московский Художественный театр (на гастролях в Петербурге, в Панаевском театре). Реж. Станиславский и Лужский, худ. Симов; Бессемёнов — Лужский, Акулина Ивановна — Муратова, Пётр — Мейерхольд, Татьяна — Роксанова, Нил — Судьбинин, Перчихин — Артём, Поля — О. Алексеева, Елена — Книппер, Тетерев — Баранов, Шишкин — Тихомиров, Цветаева — Бутова. На московской сцене — 8 октября 1902 года.
- Центральный театр Красной Армии (1935, реж. Телешева; Бессемёнов — Нечаев, Пётр — Александров, Шевкуненко, Татьяна — Харламова, Нил — Осипов, Перчихин — Константинов, Ратомский, Поля — Богданова, Елена — Зеркалова, Тетерев — Г. Васильев, Герага, Никандров)
- 1936 — Сталинградский драматический театр им. Горького (реж. Энгель-Крон); Смоленский театр (реж. А. Брянский)
- 1937 — Ленингр. драм. театр; Ленинградский Большой драматический театр им. М. Горького (реж. А. Дикий; Бессемёнов — Г. П. Петровский, Акулина Ивановна — Александра Фомина, Нил — Николай Корн, Виталий Полицеймако, Перчихин — В. Софронов, Поля — В. Кибардина, Тетерев — А. Лариков, Елена — Ольга Казико); Театр им. ЛОСПС; Ростовский на Дону театр (реж. Завадский, Лишин)
- 1938 — Театр им. Артёма, Сталино (впервые — на укр. яз., пер. Гаккебуш, реж. Лазуренко); Театр им. Я. Коласа (Бессемёнов — А. Ильинский, Перчихин — П. Молчанов)
- Днепропетровский театр им. Шевченко (1939)
- Театр «Ванемуйне» (1941, реж. Ирд, Бессемёнов — Миккал, Пётр — Ирд, Татьяна — Кайду, Нил — Салулат), Магнитогорский театр
- Саратовский театр (1944)
- Малый театр (1946, реж. Дикий, Бессемёнов — Ковров, Татьяна — К. Тарасова, Нил — Анненков, Перчихин — П. Оленев, Елена — Зеркалова, Тетерев — Далматов, Дикий)
- 1946 — Ивановский, Калининский и Омский театры
- 1947 — Бакинский русский театр (реж. и исполнитель роли Тетерева — П. Юдин), Тбилисский театр им. А. С. Грибоедова
- 1948 — Пермский и Ульяновский театры (1948),
- 1949 — Харьковский русский театр (реж. и исполнитель роли Перчихина — Крамов)
- 1949 — МХАТ. Реж. Сергей Блинников, Иосиф Раевский, под рук. Михаила Кедрова. Бессемёнов — Сергей Блинников, Акулина Ивановна — Анна Коломийцева, Пётр — Иван Тарханов, Татьяна — Евгения Ханаева, Нил — Анатолий Вербицкий, Перчихин — Михаил Медведев, Поля — Клементина Ростовцева, Елена — Луиза Кошукова
- Львовский театр им. Заньковецкой (1950, реж. Тягно)
- 1951 — Ижевский русский, Лиепайский театры (реж. Мурниек), Театр «Красный факел» (реж. Бейбутов), Театр им. Хамзы (реж. Гинзбург), Челябинский (реж. и худ. Люце), Шауляйский театры
- 1952 — Кишиневский, Новгородский театры; Грузинский театр в Сухуми (пер. А. Пагавы)
- 1953 — Душанбинский, Ереванский русский, Калининградский, Клайпедский театры
- 1954 — Казахский, Туркменский театры
- Чувашский (1956)
- Фрунзенский (1958)
- Курский (1962)
- Рижский ТЮЗ (1946), Куйбышевский ТЮЗ (1951), Казанский ТЮЗ (1953), Кировский ТЮЗ (1955), Владивостокский ТЮЗ, Горьковский ТЮЗ (1956), Московский областной ТЮЗ (1958), Саратовский ТЮЗ (1961)
- 1966 — Ленинградский Большой драматический театр им. М. Горького. Реж. Г. А. Товстоногов. (см. Мещане (спектакль, 1966))
- 2004 — МХТ. Реж. К. С. Серебренников.
- 2009 — Татарский академический театр имени Галиаскара Камала[1],г.Казань
- 2023 — Новосибирский государственный академический театр «Красный факел»

### Зарубежные театры
- 1902 — берлинский «Лессинг-театр», Бреслауский театр, венский «Раймунд театр», Краковский театр
- Гамбургский, Дармштадтский и Лейпцигский театры (1902—1903)
- 1903 — миланский театр «Фоссати», Мюнхенский театр, пражский Национальный театр, труппа Де Санктиса в Турине (Тетерев — Де Санктис)
- 1904 — Палермский театр Баллини, римский театр «Национале», софийский театр «Слеза и смех»
- 1906 — английское театральное объединение «Сирена» («Мермейд сосайети»; Лондон), финский театр «Суоми Лайметти» (Гельсингфорс)
- 1923 — «Централ-театр» (реж. Э. Пискатор, Берлин)
- Чехословацкое общество рабочего любительского театра, Прага (1936)
- миланский «Пикколо-театро» (1946)
- пражский Национальный театр (1948)
- Бургасский театр, Болгария (1949)
- римский Театр Пиранделло и театр в Генуе (1952)
- познанский Новый театр и римский театр «Балле» (1953)
- сегедский Национальный театр, Венгрия (1955)
- берлинский Немецкий театр (Камерная сцена, 1957)
- 1959 — варшавский театр «Класычны», парижский театр «Эвр», «Фрай Мочо» в Буэнос-Айресе
- 2007 — Королевский национальный театр в Лондоне. Постановка Говарда Дэвиса, пер. Эндрю Эптона.